# Jours précaires
Pour plus de détails, voir Fiche technique et Distribution.
Jours précaires est un film documentaire français réalisé par Cyril Mennegun et sorti en 2004.

## Synopsis
Belfort, dans l'Est de la France, ses rues aux commerces fermés, son usine Alstom, jadis poumon économique de la région et fleuron de l'industrie française. Voici le théâtre et l'arrière plan de l'histoire racontée par ce film. Corinne et Patrick sont deux habitants de cette ville qui confient au réalisateur ce que leur précarité implique comme douleurs intimes et comme révoltes contenues. Corinne, qui n'a plus d'appartement, s'acharne à croire que l'avenir va lui sourire, qu'elle va pouvoir trouver un travail stable et enfin reprendre goût à la vie. Patrick, quant à lui, s'isole de plus en plus et se concentre sur son métier d'auxiliaire de vie avec ce qu'il lui offre de richesse humaine. Pour oublier que parfois il ne mange pas à sa faim, il ' se rend utile aux autres ' comme il dit. Aline, sa meilleure amie, tente malgré ses propres difficultés de le convaincre de tenter sa chance ailleurs. Au milieu du bruit de la ville et des sons permanents de la radio qui leur prédit des jours difficiles ils parlent de courage mais aussi de colère devant leur absence d'avenir.

## Fiche technique
- Titre : Jours Précaires
- Réalisation : Cyril Mennegun
- Assistant Réalisateur :
- Musique :
- Narrateur :
- Date de sortie : Septembre 2004
- Film :
- Format : Vidéo
- Genre : documentaire
- Durée : 52 minutes
- Producteur : Xavier Carniaux
- Production : AMIP
- Tous publics